# Prosopis kuntzei

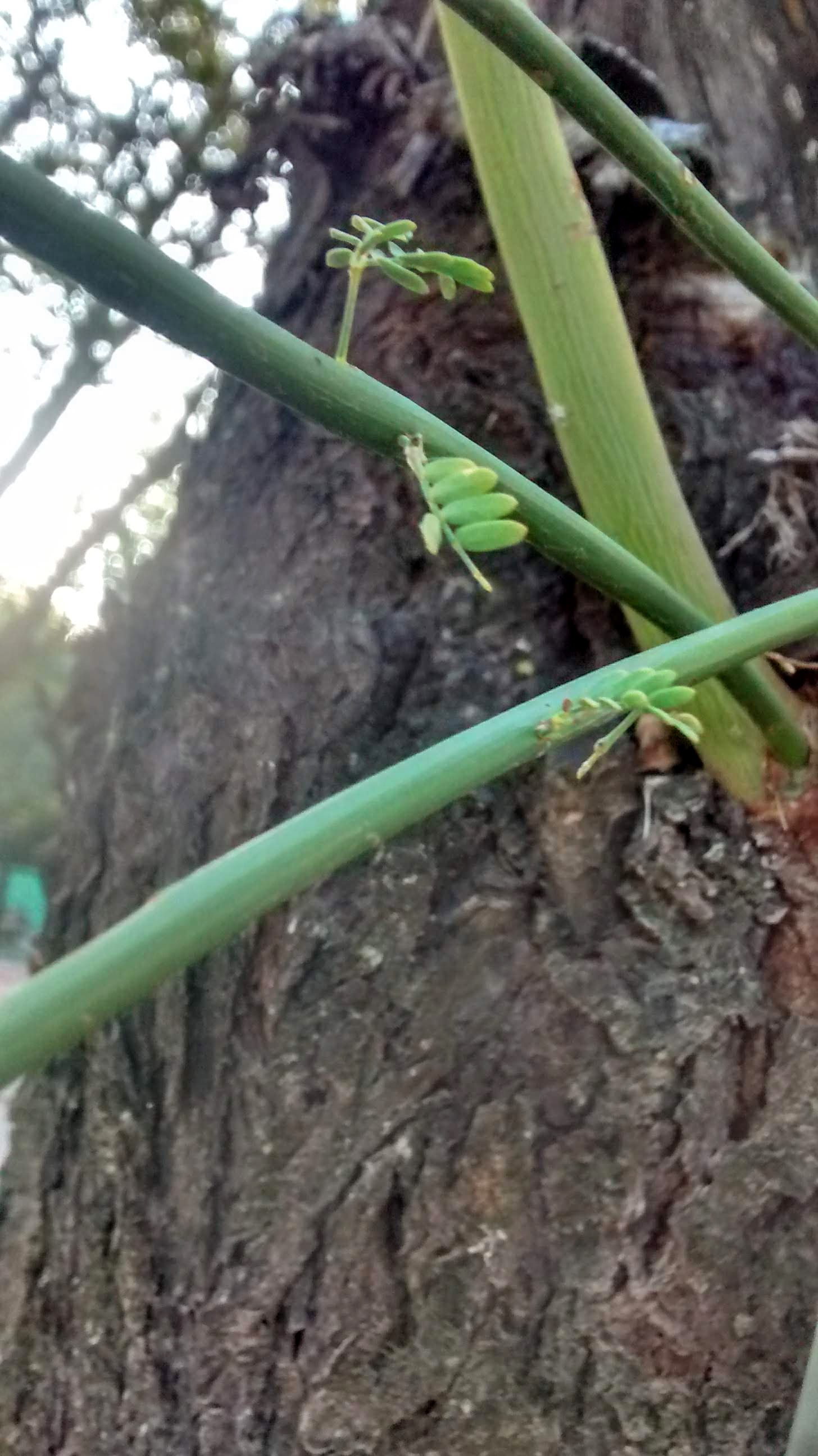
Ramas de itín en forma de agujas con pequeñas hojas

Neltuma kuntzei (sin. Prosopis casadensis) es un árbol perteneciente a la familia de las fabaceas, nativo de Sudamérica, de los bosques del oeste del Gran Chaco de Argentina, Bolivia, Paraguay, donde participa como componente natural. Es hábil para colonizar las cercanas sabanas de pasturas. Se adapta bien a climas áridos, pero puede también sobrevivir en terrenos inundados por un largos periodos de tiempo. 

## Nombre común
Itín, palo mataco, carandá, barba de tigre.

## Morfología

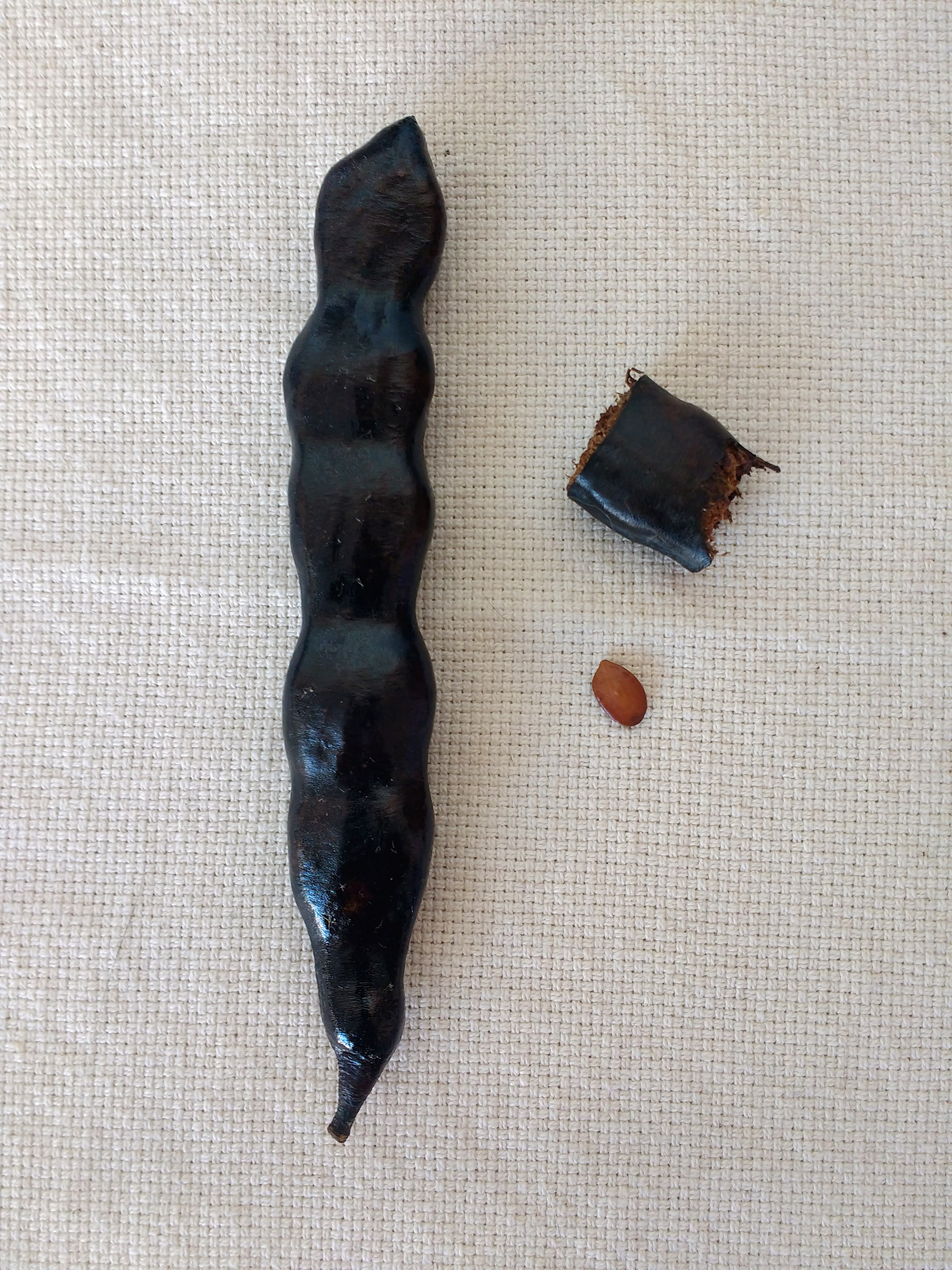
Fruto y semilla de itín

Es un árbol liso de 4 a 10 m de altura. Su tronco mide entre 40 a 60 cm de diámetro, con ramas muy altas y rígidas, presentando apices espinosos. Hojas pequeñas (3 a 5 mm de  largo), bipinnadas, tienden a caer muy temprano en primavera después que los jóvenes brotes desarrollen espinas. La inflorescencia consiste en racimos aislados de 3 a 7 cm de largo. Flores blancas amarillentas, perfumadas de importancia melífera, de 3 mm de largo. Su Fruto es una legumbre indehiscente colo negro violáceo, de 10 a 17 cm de largo, de forma recta y fuertemente  perfumada. Contiene dentro una pasta almidonosa. Semillas  chatas, ovoides, de 7 a 11 mm de largo y 5 a 7 mm de ancho. Brotes bien anchos salen entre julio y noviembre.
Sus flores aparecen entre septiembre y noviembre y fructifica de diciembre a enero, colgando sus vainas leguminosas hasta agosto.
El xilema es amarillo suave, mientras el floema es pardo, con parches de negro violáceo. Madera de fina textura, recta, cerosa en los intergranos. Al momento de cortar es muy perfumada. Es una de las más densas y notablemente más durables del género.

## Uso
Debido a sus propiedades técnicas maderables, Prosopis kuntzei es considerada una especie importante dentro de las Mimosaceae. Aunque proporciona poca madera, y en tamaños pequeños y limitadas cantidades, es sin embargo muy usada localmente por artistas y artesanos  para tallar estatuas, mangos, partes de carruajes y sus ruedas, instrumentos musicales, bastones, etc. Debido a su coloración casi negra y a su notable dureza, es con frecuencia sustituta del ébano.
Madera con textura fina y homogénea, grano oblicuo, veteado y brillo suave. 
El color de su duramen es de un marrón violáceo oscuro, que con el tiempo llega casi al negro y se diferencia claramente de la albura blanco amarillenta. El Itín está entre las maderas más duras y pesadas de la Argentina por lo que es poco apta para aserrar, perforar y clavar. Se cepilla y tornea sin inconvenientes, dando superficies lisas y brillantes que favorecen el acabado superficial. Como otras maderas duras argentinas, el Itín no es permeable a los tratamientos de preservación, pero es muy duradera aún en contacto con el agua y el suelo.

## Imágenes

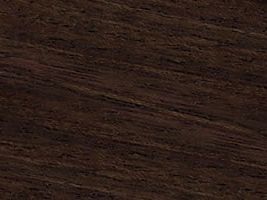
Madera muy negra de Prosopis kuntzei
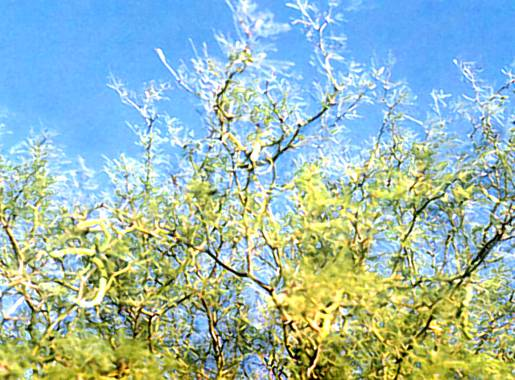
Ramaje superior de Prosopis kuntzei